# Dyggvi
Dyggvi, Dygvi  o Dygve (norreno antico: "Utile, Effettivo"), (II secolo – Gamla Uppsala, III secolo), è stato un re leggendario sueone della casata dei Yngling, di Uppsala.
Era figlio di Dómarr e sposò Drott, sorella di Dan Mikilláti l'Arrogante. A lui succedette Dagr Spaka il Saggio.
Quando morì divenne consorte della dea Hel, la figlia di Loki.

## Ynglinga saga
La Saga degli Ynglingar di Snorri Sturluson inizialmente accenna del suo regno:
(Snorri Sturluson - Saga degli Ynglingar - 17. Dauði Dyggva)

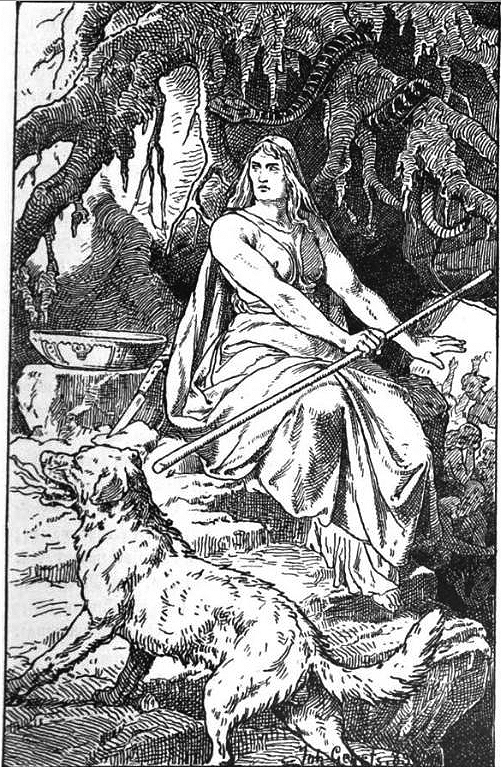
Hel, sposa di Dyggvi dopo la sua morte. Illustrazione di Johannes Gehrts, (1889).

Successivamente Snorri, dopo aver citato lo Ynglingal, descrive subito sotto la genealogia di Dyggvi:
(Snorri Sturluson - Saga degli Ynglingar - Chapter 17. traduzione in inglese)
Qui Ríg è padre di Danp e nonno di Dan. Il titolo Mikilláti significa "Magnifico" o "Fiero".
Snorri non spiega qui se questo Dan sia anche il discendente di re Fridfrodi o Fróði il Pacifico, che Snorri presenta come re in Sjælland, contemporaneo a Fjölnir figlio di Frey sei generazioni prima di Re Dygvi.

## Ynglingal
Þjóðólfr da Hvinir nell'Ynglingatal invece narra tutt'altro, concentrandosi sulla sua unione (post-mortem) con Hel, la regina degli Inferi.
(NON) 

Kveðkat dul,

nema Dyggva hrör

Glitnis gná

at gamni hefr,

því at jódis

Ulfs ok Narfa

Konungmann

kjósa skyldi;

ok allvald

Yngva þjóðar

Loka mær

of leikinn hefr
(IT) 

Non è cosa segreta,

il cadavere di Dyggvi,

la dea del cavallo

ebbe per piacere,

per la sorella del Lupo

tanto quanto di Narfi

scelse di tenere

il re per se stessa

la ragazza di Loki

il defraudò Signore [fece di lui leikinn]

della stirpe di Yngvi

nel suo potere

(EN) 

I call it no secret

the corpse of Dyggvi

the horse's goddess

has for pleasure,

for the Wolf's sister

as well as Narfi's

chose to keep

the king for herself,

and Loki's girl

beguiled the lord

of Yngvi's race

into her power.
(Þjóðólfr ór Hvíni - Ynglingatal, Stanze XII e XIII)
Tali due stanze sono ricche di kenningar. La ragazza [figlia] di Loki, dio del caos, è Hel, la casa di Hel sono gli Inferi. Il Lupo è Fenrir e il figlio [stirpe] di Yngvi è Dyggvi stesso. La dea del cavallo potrebbe essere di nuovo Hel, rifacendosi al mito della sua nascita da Loki.
In ogni caso re Dyggvi, non essendo morto in battaglia, è destinato al Helheimr (appunto "regno, mondo, patria di Hel"), non potendo accedere al Valhalla (la residenza dei morti caduti gloriosamente in battaglia). Essendo di stirpe reale, viene scelto dalla regina dei morti, che venne e fece lui leikinn ossia deluso, ma anche malato (fisicamente o mentalmente).

## Historia Norvegiæ
L'Historia Norvegiæ presenta solo una brevissima menzione, riguardo alla sua morte in patria e accennando a suo figlio.
(Historia Norvegiæ)
Anche una fonte precedente, l'Íslendingabók, cita Dyggvi quale successore di Dómarr e predecessore di Dagr.